# Ivar, o Desossado
Ivar, o Desossado ou Sem-Ossos (em nórdico antigo: Ívarr hinn Beinlausi; em inglês antigo: Hyngwar), também chamado Ivar, Filho de Ragnar (em nórdico antigo: Ivar Ragnarsson), foi líder viquingue e comandante militar que invadiu o que é hoje a Inglaterra. Segundo a Saga de Ragnar Calças Peludas, foi filho de Ragnar Calças Peludas e Aslauga. Seus irmãos incluíam Biorno Braço de Ferro, Haldano, Huitserco Camisa-Branca, Sigurdo Cobra-no-Olho e Uba.

## Vida

Rotas do Grande Exército Pagão

Era filho de Ragnar Calças Peludas e Aslauga e irmão de Biorno Braço de Ferro, Haldano, Huitserco Camisa-Branca, Sigurdo Cobra-no-Olho e Uba. Aparece em 865, quando liderou o Grande Exército Pagão com Haldano e Uba. Em 851, após o rei Etelvulfo da Saxônia Ocidental (r. 839–858) derrotá-los, os viquingues decidiram ir mais ao norte à Ânglia Oriental. As sagas veem a invasão deles como uma resposta à morte de seu pai nas mãos de Ela da Nortúmbria em 865, mas a historicidade da reivindicação é incerta.
No fim de 865, os viquingues chegaram na Ânglia Oriental, mas foram impelidos a acordar a paz com o rei Edmundo (r. 855–869/870) por cavalos. Ficaram na região durante o inverno antes de marcharem à Nortúmbria no final de 866, onde sobrepujaram o recém-deposto Osberto e o usurpador Ela e se assentaram em Iorque. Pelas lendas, Ela foi executado pelos irmãos usando a águia de sangue, um método ritual de execução de debatida historicidade no qual a caixa torácica é aberta atrás e os pulmões são esticados, criando uma forma similar a asas.
Em 867, os nortúmbrios pagaram tributo e os invasores colocaram Egberto I (r. 867–872) como títere e foram à Mércia, onde tomaram Nottingham. O rei Burgredo (r. 852–874) pediu ajuda ao rei Etelredo da Saxônia Ocidental (r. 865–871) e o exército combinado sitiou a cidade sem quaisquer sucessos, obrigando os mércios a pagarem tributo. Voltaram à Nortúmbria no outono de 868 e invernaram em Iorque, ficando lá quase todo o ano de 869. Voltaram à Ânglia Oriental e ficaram o inverno de 869-870 em Thetford. Dessa vez os invasores e locais não acordaram a paz e quando Edmundo atacou-os, ele foi capturado e morto; segundo tradição preservada na Paixão de Abão de Fleury, foi Ivar que ordenou a morte por decapitação. Ivar não é mais citado após a morte de Edmundo. No entanto, ele é geralmente associado a Imar, um rei nórdico de Dublim que morreu em 873.